# Revolta do Vintém (Paraná)
A Revolta do Vintém foi um protesto popular ocorrido entre os dias 27 de março de 1883 e 30 de março do mesmo ano na cidade de Curitiba, a capital da então província do Paraná, contra a cobrança de impostos sobre as rendas, conhecido na época por “imposto do vintém”. Esta revolta também é denominada em algumas literaturas como “Revolta dos Comerciantes”.
Menos famoso que a revolta de mesmo nome ocorrida na cidade do Rio de Janeiro no começo de 1880, os protestos ocorridos em Curitiba no ano de 1883 também ocasionou vandalismo e morte em nome de mudanças aos valores cobrados (no Paraná na forma de impostos) pelo governo e que teriam repercussão no bolso do povo em geral.

## História
No ano de 1883 a província do Paraná era governada pelo dr. Carlos Augusto de Carvalho e o mesmo, logo que assumiu o governo, verificou que a receita arrecadada era muito inferior à orçada. Para contornar o problema contábil, solicitou que a Assembléia Provincial votasse uma lei criando um novo imposto; o imposto sobre as rendas na ordem de 1,5%. Este valor teria reflexos na classe dos comerciantes, portanto, foram estes os primeiros que reagiram ao tomar conhecimento da nova lei.
O imposto foi aprovado na Assembléia e definido sua cobrança a partir de 27 de março de 1883. Posteriormente o tributo passou a ser chamado de “imposto do vintém”, não pela quantia ou pela espécie, mas somente pelas conseqüências que a nova contribuição gerou naquele final de março.
No dia que entraria em vigor o “imposto do vintém” o comércio, em sinal de protesto, cerrou as portas e distribuiu boletins a população incentivando reivindicações.
Alguns políticos dissidentes do mesmo partido do governador aderiram à campanha dos comerciantes realizando comícios, e é destes comícios que surgem atos exaltados contra os favoráveis a nova carga tributária.
Em uma reunião ocorrida no salão Lindermann, na Rua São Francisco, entre o líder do movimento, o dr. Sérgio de Castro e o governista dr. Manuel Eufrásio, deixou claro que os comerciantes não aceitariam tal imposto e por sua vez o presidente da província mantinha-se inflexível. Após este encontro o dr. Carlos de Carvalho ordenou que o 3° Regimento de Artilharia, o 2° Corpo de Cavalaria e a polícia provincial fizessem patrulhamento nas principais ruas da cidade.
Num novo comício no dia 30 de março a população, em geral, resolve tomar providências enérgicas e se dirige a sede do governo aos berros de: “ao palácio!”. No meio do caminho resolvem fazer manifestações de vandalismo nas propriedades dos governistas: José Lourenço de Sá Ribas, Generoso Marques dos Santos e de Benedicto Enéas de Paula.
Como as forças governistas já estavam em patrulhamento, sob o comando dos militares: coronel José Clarindo de Queirós, pelo exército; tenente-coronel José de Almeida Barreto, pela cavalaria; capitão Joaquim Barreto da Gama Lôbo Pita, pelo polícia, o confronto foi inevitável.
Postados a frente dos manifestantes, que não se intimidaram com o aparato policial-militar, houve tiros de ambas as partes, tornando-se, as ruas próximas ao palácio, palco de guerra ensandecida.
Ao final dos distúrbios o saldo era: um popular morto; vários feridos de ambos os lados; inúmeras prisões efetuadas, inclusive do líder, dr. Sérgio de Castro. Para agravar a situação, houve uma questão consular entre Brasil e Alemanha, quando alguns súditos de Bismarck estavam entre feridos e presos.
Depois dos acontecimentos do dia 30 o imposto foi mantido, porém, a situação do seu criador, o presidente da província, ficou precária junto ao governo. Faltando-lhe por completo o apoio público, além de não ter mais a base política do seu próprio partido, o dr. Carlos Augusto de Carvalho viu-se forçado a entregar a presidência às mãos do vice Antônio Alves de Araújo, o Comendador Araújo no dia 26 de maio de 1883. O Comendador, comerciante nato que era, apaziguou os ânimos de ambos os lados e governou a província, neste primeiro mandato, por alguns meses.
Para o dr. Carlos de Carvalho, tal fato não deixou nenhum rancor ao povo paranaense, pois mais tarde aceitou defender o estado (já em período republicano) contra Santa Catarina na questão do território contestado.